# HD 37646
HD 37646，又名BD+29 953，SAO 77393、HR 1945，是一颗恒星，视星等为6.43，位于銀經179.04，銀緯-0.5，其B1900.0坐标为赤經5h 34m 58.4s，赤緯+29° -0.5′ 7″。